# Elis Juhlin
Elis Juhlin, född 22 maj 1871, död 7 september 1950, var en svensk löpare och mångårig ordförande i AIK.
Juhlin blev medlem i AIK 1893 och var en av föreningens bästa allroundlöpare. Han satte 1895 svenskt inofficiellt rekord på 880 yards med tiden 2.18,6, och blev trea i tävlingen om Dicksonpokalen samma år. Han tillhörde AIK:s styrelse 1893–1928, mestadels som kassör, åren 1901–1905 och 1912–1920 även som ordförande.
Juhlin var vidare kassör i Stockholms idrottsförbund 1902–1922 och tjänstgjorde som funktionär vid så gott som alla större tävlingar i friidrott. Han var styrelseledamot i Svenska Idrottsförbundet 1910 och 1912–1917 samt revisor i Svenska Skidförbundet 1910–1939 och Svenska Fotbollförbundet 1914–1939.
Civilt var Juhlin bokförlagsföreståndare och kontorschef. Han var verksam på Almqvist & Wicksells boktryckeri.